# Nannotrigona chapadana
Nannotrigona chapadana är en biart som först beskrevs av Schwarz 1938.  Nannotrigona chapadana ingår i släktet Nannotrigona och familjen långtungebin. Inga underarter finns listade i Catalogue of Life.